# Bake-kujira
Bake-kujira é um youkai japonês, significa literalmente ``baleia fantasma´´. Sua aparência é a de um esqueleto de baleia que assombra os mares japonês. Alguns dizem que a baleia foi morta por pescadores, outros falam que a baleia é um deus do mar. Apesar de não atacar humanos, costuma trazer maldições e má sorte nos lugares que aparece. A Bake-kujira aparecem em noites chuvosas perto de aldeias que ficam perto dos mares, curiosamente são seguidos por pássaros misteriosos e peixes estranhos.
Em 1983, uma ossada de baleia intacta foi descoberta flutuando na costa de Anamizu, prefeitura de Ishikawa. Logo o esqueleto foi nomeado como a ``Bakekujira real´´ 